# Nigeria na igrzyskach Wspólnoty Narodów
Nigeria zadebiutowała na igrzyskach Wspólnoty Narodów w 1950 roku na igrzyskach w Auckland i od tamtej pory reprezentacja uczestniczyła we wszystkich igrzyskach oprócz zawodów w latach: 1962 (Perth), 1978 (Edmonton), 1986 (Edynburg) i 1998 (Kuala Lumpur). Najwięcej złotych medali (11) Nigeria zdobyła w 1994 roku podczas igrzysk w Victorii oraz w 2010 roku podczas igrzysk w Nowym Delhi. Tam też zdobyła najwięcej medali w ogóle - 33.

## Klasyfikacja medalowa
| Igrzyska          | Złoto | Srebro | Brąz | Razem |
| ----------------- | ----- | ------ | ---- | ----- |
| 1950 Auckland     | 0     | 1      | 0    | 1     |
| 1954 Vancouver    | 1     | 3      | 3    | 7     |
| 1958 Cardiff      | 0     | 1      | 1    | 2     |
| 1966 Kingston     | 3     | 4      | 3    | 10    |
| 1970 Edynburg     | 2     | 0      | 0    | 2     |
| 1974 Christchurch | 3     | 3      | 4    | 10    |
| 1982 Brisbane     | 5     | 0      | 8    | 13    |
| 1990 Auckland     | 5     | 13     | 7    | 25    |
| 1994 Victoria     | 11    | 13     | 13   | 37    |
| 2002 Manchester   | 5     | 3      | 11   | 19    |
| 2006 Melbourne    | 4     | 6      | 7    | 17    |
| 2010 Nowe Delhi   | 11    | 8      | 14   | 33    |
| Razem             | 50    | 55     | 71   | 176   |

### Według dyscyplin
| Dyscyplina        | Złoto | Srebro | Brąz | Razem |
| ----------------- | ----- | ------ | ---- | ----- |
| Lekkoatletyka     | 16    | 23     | 19   | 58    |
| Podnoszenie cięż. | 13    | 16     | 19   | 48    |
| Boks              | 13    | 6      | 14   | 23    |
| Zapasy            | 4     | 7      | 11   | 22    |
| Tenis stołowy     | 3     | 2      | 3    | 8     |
| Judo              | -     | 1      | 5    | 6     |
| Razem             | 50    | 55     | 71   | 176   |